# Oreo
Oreo je značka sendvičových sušenek plněných bílým krémem, které se skládají ze dvou (obvykle čokoládových) sušenek se sladkou, bílou, krémovou náplní. Poprvé byla sušenka Oreo představena 6. března 1912 společností Nabisco, od kdy se rozšířila do více než 100 zemí světa. Od roku 2013 Oreo vlastní společnost Mondelēz International.

## Historie

### 20. století
Sušenka Oreo (originálně „Oreo Biscuit“) byla poprvé vyrobena v roce 1912 společností National Biscuit Company (Nabisco) v továrně v New Yorku. V dnešní době je toto místo, Devátá Avenue, známá jako „Oreo Way“. Jméno Oreo bylo představeno 14. března 1912. Oreo bylo na trh uvedeno jako napodobenina sušenky Hydrox firmy Sunshine z roku 1910.
Design na přední straně sušenky zobrazuje věnec okolo kraje s názvem OREO uprostřed. Sušenky se původně prodávaly v kovových plechovkách se skleněným víkem za 0,25 USD (6,7 USD v roce 2020) za jednu libru (454 g).

#### Název a design

Vzor na přední straně sušenky.

Od svého vzniku byla sušenka mnohokrát přejmenována – z původního „Oreo Biscuit“ v roce 1921 na „Oreo Sandwich“, v roce 1948 na „Oreo Crème Sandwich“ a naposledy v roce 1974, kdy byl název změněn na „Oreo Chocolate Sandwich Cookie“.
Design lícové strany se také několikrát změnil – v roce 1924 a poté v roce 1952, který zůstal na sušenkách dodnes.

#### Náplň
V roce 1920 představilo Nabisco novou příchuť náplně – citrónový krém, jako alternativu ke klasické náplni, ale výroba byla ukončena v roce 1924. Současná náplň sušenek Oreo byla vytvořena Samem Porcellonem, který zároveň později, před jeho odchodem z firmy v roce 1993, vymyslel sušenky Oreo, které byly namáčené v hořké nebo bílé čokoládě. Na počátku 90. let 20. století nahradilo Nabisco sádlo v krémové náplni hydrogenovaným rostlinným olejem, čímž zároveň vyhovělo požadavku, aby bylo Oreo vhodné pro různá dietní omezení.

### 21. století
V lednu 2006 nahradilo Nabisco hydrogenovaný rostlinný olej nehydrogenovaným.
Od roku 2010 začalo Oreo vyrábět limitované edice sušenek. Jedna z nich, „Birthday Cake“, se objevila v únoru 2012 jako oslava 100 let od založení značky. Zároveň začalo Oreo i propagovat významné dny, avšak pouze s reklamou, bez skutečné výroby sušenek – modro-bílo-červená náplň na počest Dne Bastily ve Francii, pruhy z drobků sušenek odkazující na výskyt meteorického roje Jižní Delta Aquaridy, nebo sušenku Oreo s duhovou náplní během oslav měsíce LGBT.

## Produkce
Většina produkce Oreo se kdysi prováděla v továrně Hershey's v Hershey, Pensylvánii. Do roku 2017 se však produkce rozrostla a ročně se vyrábělo více než 40 miliard sušenek v 18 zemích světa.

### Rozdělení
Sušenky Oreo pro asijský trh se vyrábí v Indii, Indonésii, Bahrajnu a Číně. Pro evropský trh se vyrábí ve Španělsku a ve Spojeném království. V Rusku jsou vyráběny pro spotřebitele v několika zemích Společenství nezávislých států. Do Austrálie se dovážejí z Indonésie, nebo Španělska. Zároveň je od října 2014 otevřena nová továrna v Pákistánu.

## Složení

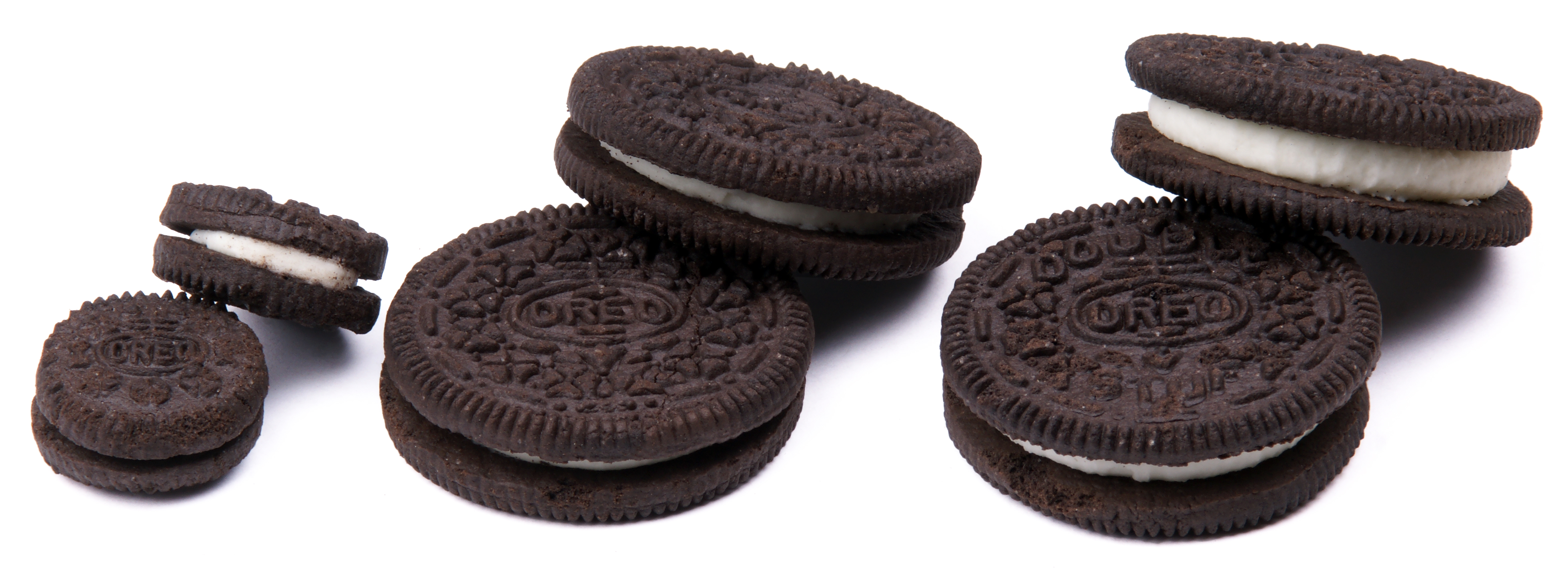
Velikostní varianty klasického Orea (zleva: Mini, klasické a Double Stuf).

Složení sušenek zůstalo oproti originálu do značné míry nezměněno. Klasická sušenka Oreo se vyrábí z jedenácti hlavních ingrediencí:
- cukr
- nebělená obohacená mouka (pšeničná mouka, železo, vitamín B1, B2 a B3, kyselina listová)
- řepkový nebo palmový olej
- holandské kakao
- kukuřičný sirup s vysokým obsahem fruktózy
- kypřidlo (jedlá soda nebo fosforečnan vápenatý)
- kukuřičný škrob
- sůl
- sojový lecitin
- vanilin
- čokoláda

### Výživová hodnota
Jedno balení Oreo po třech kusech obsahuje 159 kalorií (53 kalorií v jedné sušence). Jedna sušenka je složena z 8,3 g sacharidů, 2,3 g z tuků a 0,62 g bílkovin. Oreo také obsahuje malé množství minerálů (železo a sodík).

## Varianty
Kromě tradičních dvou čokoládových oplatek oddělených krémovou náplní se sušenky Oreo od doby, kdy byly poprvé představeny, vyrábí v mnoha různých variantách. Tento seznam je pouze výběrem nejznámějších:
- Golden Oreo – poprvé vyráběno od roku 2004,[16] na rozdíl od klasického Orea má obě oplatky „zlaté“ s příchutí vanilky[24]

- Čokoládové Oreo – klasická Oreo sušenka, ale s čokoládovou krémovou náplní místo původní bílé
- Double Triples Oreo – Oreo obsahující dvě náplně a tři oplatky[25]

- Double Stuf Oreo – představeno v roce 1974, má dvakrát více náplně[26]

- Oreo Mini – poprvé představeno v roce 1991, jedná se o miniaturní verzi původní sušenky ve velikosti jednohubky
- Mega Stuf Oreo – poprvé v únoru 2013, podobná Double Stuf, ale má ještě více náplně
- Oreo Thins – představeno v červenci 2015, jedná se o tenkou verzi sušenky
- The Most Stuf – představena v lednu 2019, původně limitovaná edice, od roku 2020 trvalý produkt, jedná se o Oreo s přibližně čtyřnásobným množstvím krémové náplně než standardní
- Gluten Free – představeno v lednu 2021, jedná se o bezlepkové Oreo[27]

### Limitované edice
Nabisco od roku 2010 začalo vydávat limitované série sušenek s různými příchutěmi. K dostání tak byly jednoduché příchutě – citron, máta, tak i specifické příchutě – borůvkový koláč, Red Velvet, skořicové šneky, Reese's a další. Zároveň se také vyrábějí Orea se stejnou příchutí, ale jinou barvou – Halloweenské oranžové Oreo a růžové Peeps Oreo.
Některé limitované edice jsou také dostupné pouze v některých oblastech světa – Mačča Oreo je dostupné pouze v Číně a Japonsku, Oreo s citronovou zmrzlinou bylo představeno pouze v Japonsku nebo borůvková zmrzlina dostupná v Číně, Indonésii, Malajsii, Singapuru a Thajsku. V Argentině jsou k dispozici sušenky alfajor Oreo, které se skládají ze tří sušenek Oreo s vanilkovou náplní a pokryté čokoládou.